# Восточний (космодром)

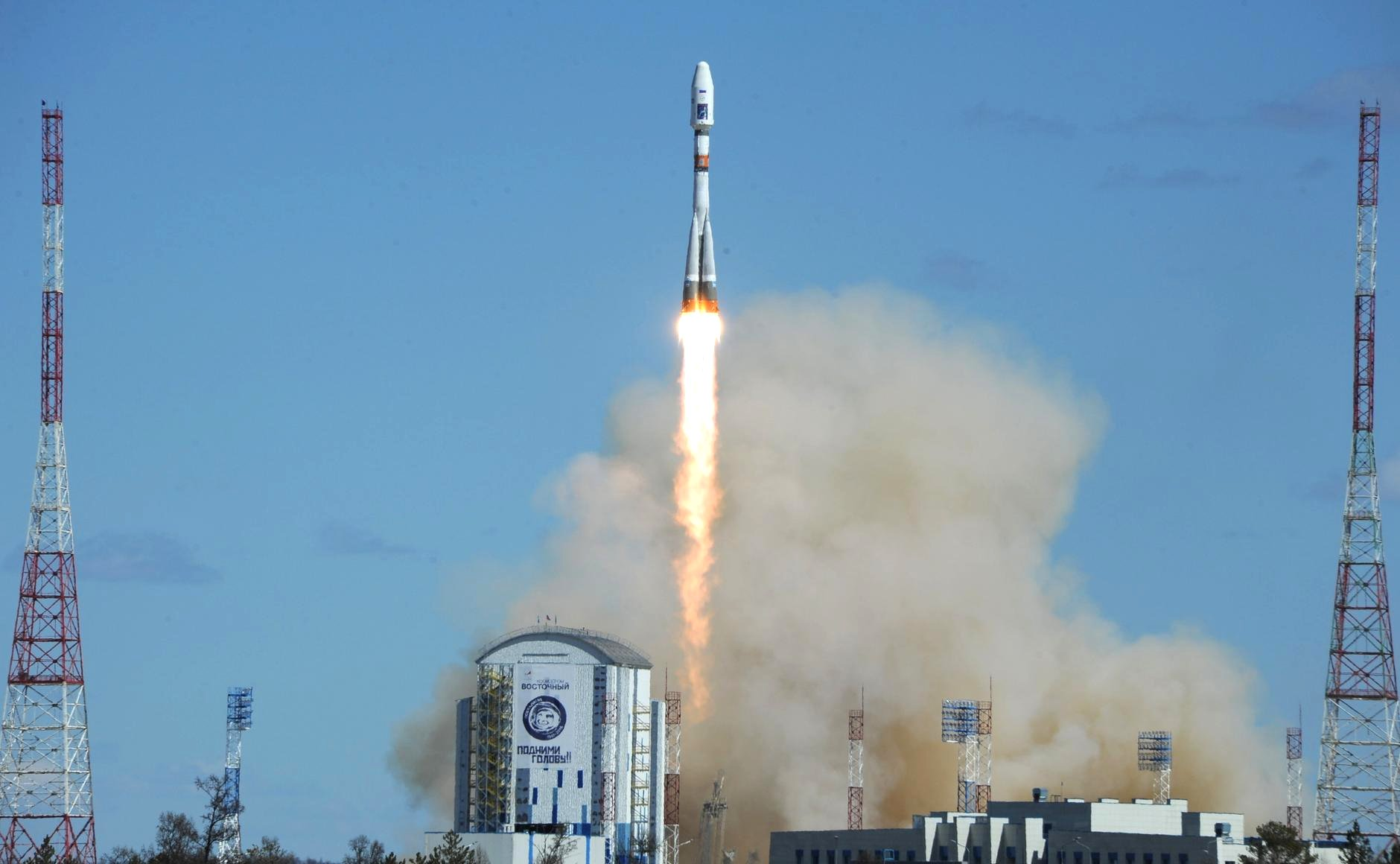
Запуск ракети-носія Союз-2.1а з космодрому Восточний, 28 квітня 2016

51°53′04″ пн. ш. 128°20′05″ сх. д. / 51.884552777778° пн. ш. 128.33477777778° сх. д.
Космодром «Восточний» — російський космодром. Розташований на Далекому Сході в Амурській області, поблизу міста Ціолковський, неподалік від міста Свободний.
Будівництво розпочато 2010 року, перший запуск ракети відбувся 28 квітня 2016 року- на орбіту було виведено космічний апарат «Михайло Ломоносов», супутник «Аіст-2Д» та наносупутник «SamSat-218»., завершення будівництва очікується 2016 року.

## Загальна інформація
Військовий космодром «Свободний» почав діяти 1996 року на базі 27 дивізії ракетних військ. 2007 року були прийняті рішення про розформування «Свободного» та будівництво на його базі цивільного космодрому «Восточний». Указ про його створення був підписаний 21 листопада 2007 року президентом Росії В. Путіним.
Будівництво розпочалося після того, як фахівці дали техніко-економічне обстеження, що визначило точне місце розташування космодрому. Перші безпілотні запуски очікувалися 2015 року. Будівництво планували завершити 2016 року. Перші пілотовані запуски плануються 2018 року. Регулярна робота космодрому запланована з 2020 року.
Першочергове завдання нового комплексу — знизити навантаження на космодром Байконур, але не замінити його повністю, принаймні, до кінця терміну оренди — 2050 року.

## Інфраструктура

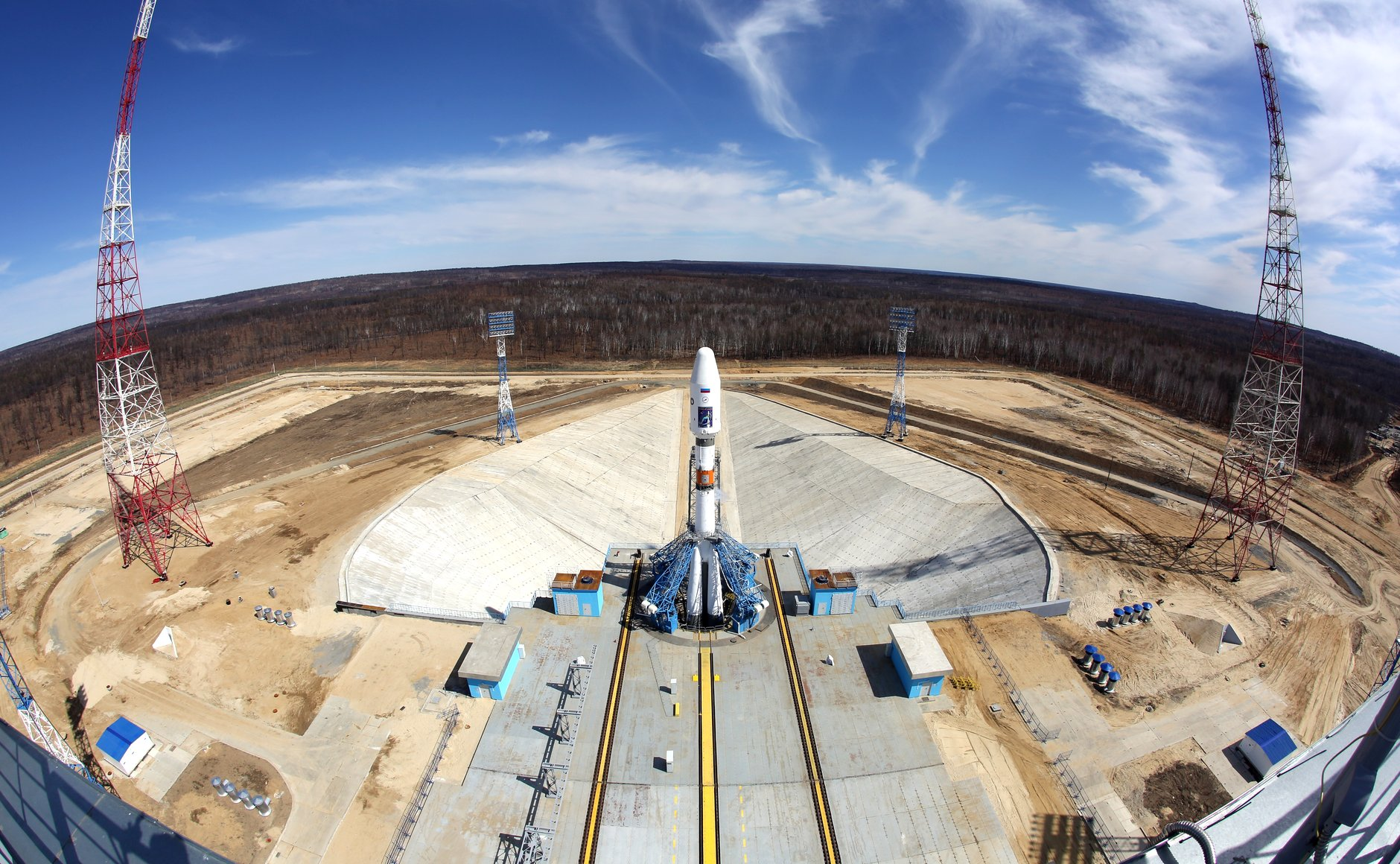
Перша ракета Союз-2.1а на стартовому майданчику космодрому

Планується будівництво десяти технічних та забезпечуючих майданчиків:
- стартовий комплекс ракетоносія середнього класу підвищеної вантажопідйомності (до 20 т) у складі двох пускових установок;
- монтажно-випробувальні корпуси для випробувань та підготовки до запуску автоматичних КА і пілотованих космічних кораблів;
- об'єкти для передпольотної та передстартової підготовки космонавтів;
- киснево-азотний та водневий заводи;
- сучасний вимірювальний комплекс, у тому числі морський;
- аеродромний комплекс для прийому всіх типів літаків;
- внутрікосмодромні автодороги, залізниці;
- об'єкти інженерного забезпечення: мінікотельні, водозабірні та очисні споруди, всі види зв'язку, об'єкти МНС;
- різні складські, перевантажувальні та ремонтні об'єкти;
- місто для проживання експлуатаційного персоналу космодрому з необхідними медичними, соціально-побутовими, торговими, культурно-розважальними та спортивними об'єктами.

### Стартові майданчики
На космодромі «Восточний» намічено будівництво до 2015 року двох стартових майданчика для ракет «Союз-2» — легкого та середнього класів. Стартовий комплекс для ракет важкого класу «Ангара-5» (з пілотованими космічними кораблями) намічено побудувати до 2018 року.

## Вартість проекту
2011 року з федерального бюджету було виділено 1,4 млрд рублів на будівельно-монтажні роботи лінійних об'єктів космодрому — залізниці та автодороги, лінії електропередач, і промислової експлуатаційної бази.
На перший етап будівництва космодрому з бюджету Росії планувалося виділити 81 млрд рублів на період до 2015 року, на створення забезпечуючої інфраструктури космодрому. У рамках федеральної космічної програми на космічні технології планувалося виділити 92 млрд рублів. Разом на будівництво космодрому «Східний» до 2015 року планувалося виділити 173 млрд рублів.
Всього на будівництво космодрому планувалося витратити близько 300 млрд рублів.

## Що дає Росії новий космодром
- Незалежність космічної діяльності по всьому спектру вирішуваних завдань: від наукових та соціально-економічних до пілотованих програм[12][13][14].
- Гарантоване виконання міжнародних та комерційних космічних програм (на відміну від космодрому Байконур, для використання якого Казахстан вимагає жорсткого дотримання екології, чого Росія не може забезпечити[12][15]).
- Поліпшення соціально-економічної обстановки в Амурській області, розвиток місцевої промислової бази із залученням інвестицій та приватного капіталу в районі створення космодрому[12][13].
- Новий, сучасніший (порівняно з устаткуванням Байконура) технічний комплекс[14].
- У перспективі — скорочення витрат на оренду космодрому Байконур[13][14].

## Недоліки далекосхідного космодрому (порівняно з Байконуром)
- Необхідність будувати для космодрому власний аеродром (у той час як на Байконурі є два сучасних аеродроми) або прокладати залізничну гілку від космодрому до найближчого аеродрому (для транспортування космічних апаратів)[12].
- Збільшення транспортних витрат (як фінансових, так і витрат часу). Зараз основні космічні підприємства знаходяться в Москві, Самарі, Желєзногорську (Красноярський край), звідти космічні апарати, ракети-носії та персонал доставляються на Байконур залізничним та авіаційним транспортом на відстань 2500 і 1500 км відповідно. У разі створення космодрому «Східного» відстань доставки перевищить 5500 км.[16]
- Космодром розташований майже на 6° північніше, ніж Байконур, що призведе до зниження маси виведених вантажів[12].
- Відпрацьовані частини ракет, падаючи в тайгу, можуть викликати лісові пожежі, які й так для цього регіону є серйозною проблемою.
- Відсутність житла та об'єктів інфраструктури для службовців[12]. Чисельність необхідного персоналу, разом з сім'ями, може досягати 100 000 осіб.[джерело не вказане 4263 дні] У самому Вуглегірську проживає не більше 5 000 осіб, що викликає необхідність фактично будувати нове місто за кількістю житлових будівель та розміром інфраструктури порівняне з обласним центром (Благовєщенськ)[12].

## Будівництво та запуск
Спорудження космодрому було розділене на три етапи:
- 2008—2010 — конструкторські та проектні роботи
- 2011—2015 — будівництво та введення в експлуатацію об'єктів, що забезпечують запуск космічних апаратів
- 2016—2018 — об'єкти, що уможливлюють запуск пілотованих кораблів[17]

Будівництво супроводжувалося корупційними скандалами, були виявлені крадіжки сотень мільйонів рублів. У вересні 2015 року після доставки ракети, яка першою мала стартувати з космодрому, виявилося, що вона за габаритами не підходить до випробувального комплексу.Проте ця інформація була спростована Центром Експлуатації і ракета була встановлена в штатному режимі.

## Хронологія запусків
1. Перший запуск ракети з космодрому «Восточний» було заплановано на 27 квітня 2016 року. Для спостереження за запуском до Благовєщенська прибув Президент Росії В. Путін. Проте за дві з половиною хвилини до контакту підйому стався автоматичний відбій у зв'язку зі збоями роботи автоматизованої системи управління. Запуск було перенесено.[21] Він відбувся 28 квітня 2016 року. На орбіту було виведено космічний апарат «Михайло Ломоносов», супутник «Аіст-2Д» та наносупутник «SamSat-218»[2].
2. 28 листопада 2017 року — запуск ракети-носія «Союз-2.1б» з космічним апаратом гідрометеорологічного забезпечення «Метеор-М» № 2-1 і 18 наносупутниками. Після успішного старту розгінний блок «Фрегат» разом із корисним навантаженням невдовзі впав в Атлантичний океан.[22]
3. 1 лютого 2018 року — запуск ракети-носія «Союз-2.1а» із двома російськими супутниками Канопус-В(інші мови) та 9 американськими і німецькими супутниками[23].